# Ichoa
Ichoa ist eine Ortschaft im Departamento Cochabamba im Tiefland des südamerikanischen Andenstaates Bolivien.

## Lage
Ichoa ist eine Ortschaft im Municipio Villa Tunari in der Provinz Chapare. Der Ort liegt im südwestlichen TIPNIS-Schutzgebiet auf einer Höhe von 337 m am Fuß des Höhenzuges der Kordillere von Cochabamba, am linken, östlichen Ufer des Río Moleto, der flussabwärts weiter nördlich in den Río Ichoa mündet.

## Geographie
Ichoa liegt am Nordostrand der Cordillera Oriental. Das Klima ist tropisch mit einem ausgeprägten Tageszeitenklima.
Die jährliche Durchschnittstemperatur im langjährigen Mittel liegt bei knapp 27 °C (siehe Klimadiagramm Villa Tunari), die Monatstemperaturen liegen zwischen gut 23 °C im Juli und knapp 29 °C im Dezember und Januar. Der Jahresniederschlag mit 2300 mm weist eine deutliche Regenzeit von Oktober bis April auf, mit Monatsniederschlägen zwischen 160 und 380 mm.

## Verkehrsnetz
Ichoa liegt in einer Entfernung von 261 Straßenkilometern nordöstlich von Cochabamba, der Hauptstadt des Departamentos.
Südlich von Pueblo Nuevo Aroma führt die 1657 Kilometer lange Nationalstraße Ruta 4 vorbei, die das Land von Westen nach Osten durchquert. Sie führt von Tambo Quemado an der chilenischen Grenze über Cochabamba und Sacaba nach Villa Tunari und weiter über Santa Cruz nach Puerto Suárez an der brasilianischen Grenze. Zwei Kilometer östlich von Villa Tunari vor der Flussbrücke über den Río Chapare zweigt die Ruta 24 in nördlicher Richtung von der Ruta 4 ab und erreicht über Eterazama, Samuzabety und Pueblo Nuevo Aroma nach 98 Kilometern Ichoa und endet 2021 hier.

## Bevölkerung
Die Einwohnerzahl der Ortschaft ist im Jahrzehnt zwischen den beiden letzten Volkszählungen auf fast das Vierfache angestiegen:
| Jahr | Einwohner         | Quelle       |
| ---- | ----------------- | ------------ |
| 1992 | keine Detaildaten | Volkszählung |
| 2001 | 128               | Volkszählung |
| 2012 | 484               | Volkszählung |
| 2024 |                   | Volkszählung |

Die Region weist einen deutlichen Anteil an Quechua-Bevölkerung auf, im Municipio Villa Tunari sprechen 83,5 Prozent der Bevölkerung die Quechua-Sprache.